# Phylloicus bromeliarum
Phylloicus bromeliarum is een schietmot uit de familie Calamoceratidae. De soort komt voor in het Neotropisch gebied.